# Skycar

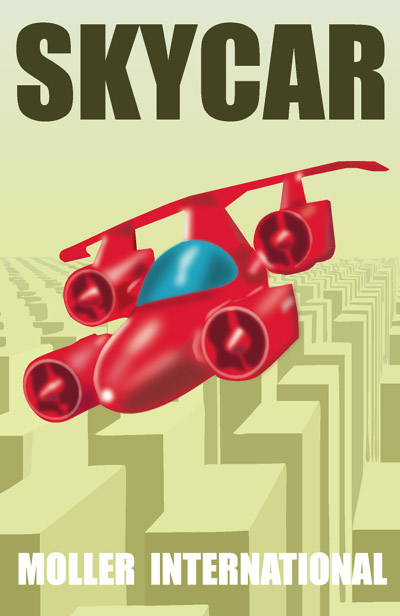
Poster del Skycar

L'Skycar és el nom d'un cotxe creat per l'inventor Paul Moller per poder volar. Disposa d'elements d'un avió, i en alguns dels seus dissenys més avançats podia transportar fins a quatre passatgers. Les característiques del seu ús han fet que el seu inventor el nombrés com un cotxe volador.Vers 2016 cap dels models prototip ha estat capaç d'enlairar-se.
L'empresa nord-americana Moller International fa anys que està treballant en el transport aeri personal. L'Skycar és un cotxe que té la peculiaritat d'enlairar-se i aterrar de forma vertical. Aquest vehicle és capaç d'arribar a una velocitat de més de 600 kilòmetres per hora i, també, pot viatjar tant per aire com per terra però, en aquesta última modalitat, l'Skycar no supera la velocitat pròpia de qualsevol altre cotxe.
De moment, per poder conduir aquest vehicle, cal la llicència per a pilot privat, però s'està treballant en un mecanisme de control que podria automatitzar les maniobres d'enlairament i aterratge, llavors no seria necessari tenir una formació superior que la del típic permís de conducció de turismes. El preu de l'Skycar ronda els 400.000 dòlars americans.